# Горст Тапперт
Горст Тапперт, нім. Horst Tappert (26 травня 1923, Ельберфельд, тепер Вупперталь — 13 грудня 2008, Мюнхен) — німецький актор, виконавець ролі інспектора Штефана Дерріка з телесеріалу «Інспектор Деррік» (1974—1998), музику до якого компонували англійський артист Les Humphries (John Leslie Humphreys) та німецький співак та композитор Франк Дюваль.

## Життєпис
У роки Другої світової війни потрапив на Східний фронт, був у радянському полоні.
У період з 1974 по 1997 роки Тапперт зіграв у 281 серії телесеріалу «Деррік» свого найзнаменитішого героя — педантичного інспектора Дерріка, котрий став популярним у всьому світі — серіал з величезним успіхом демонструвався у 104 країнах.
В останні роки актор мешкав замкнуто зі своєю третьою дружиною Урсулою та дітьми. З колегами практично не спілкувався.
Помер 13 грудня 2008 року в клініці містечка Планег в передмісті Мюнхена.

## Визнання
За роль Дерріка (у першу чергу) актор отримав цілу низку престижних премій (зокрема, «Золоту камеру» та «Бембі») та нагород, як у Німеччині, так і за кордоном — в Італії, Австрії, Норвегії, Нідерландах.

## Фільмографія
- 1958: «Сім'я Трапів у Америці» Die Trapp-Familie in Amerika
- 1959: «Чудова пригода» Das schöne Abenteuer
- 1961: «Чудовий день» Ein schöner Tag
- 1962: «Краватка» Das Halstuch
- 1963: «Два віскі і диван» Zwei Whisky und ein Sofa
- 1966: «Чорна п'ятниця» Der schwarze Freitag
- 1971: «Капітан» Der Kapitän
- 1974–1998: «Деррік» Derrick

## Автобіографія
Derrick und ich — Meine zwei Leben.- Heyne, München, 1998, ISBN 3-453-15000-7